# Víctor Fajardo Morales
Víctor Fajardo Morales es un académico e investigador de Química y Ciencias Naturales, se desempeñó como Rector de la Universidad de Magallanes desde 1994 hasta el viernes 8 de agosto de 2014, siendo reemplazado por Juan Oyarzo Pérez.
Se graduó como profesor de Química y Ciencias Naturales en la Universidad de Chile en 1972, en el año 1979 estudio un Magíster en Ciencias en la Universidad de Santiago de Chile y luego en el año 1984 un Doctorado en Ciencias en la Universidad de Chile, luego realizó un postdoctorado en la Universidad de Pensilvania.
Ingresó a la Universidad de Magallanes en agosto de 1973, desarrollando una destacada trayectoria académica como docente e investigador, obteniendo reconocimiento nacional e internacional por sus estudios en torno a la Flora de la zona patagónica. Diversas universidades nacionales y extranjeras han reconocido su contribución científica, invitándolo como profesor visitante en programas de postgrado. Cuenta con una significativa participación en proyectos de investigación nacionales e internacionales, además de ser autor y coautor de diversas publicaciones en revistas indexadas y especializadas. El año 2006, en reconocimiento a su trayectoria en la Región de Magallanes y Antártica Chilena, el Consejo de la Facultad de Ciencias de la Universidad de Chile le otorgó la distinción de Profesor Honorario.
En el ámbito de la gestión universitaria en la Universidad de Magallanes ha ocupado los cargos de Director de Investigación, Decano de la Facultad de Ciencias de la Universidad de Magallanes, Director del Instituto de la Patagonia y Vicerrector Académico. Desde 1994 hasta 2014, Fajardo fue rector de la Universidad de Magallanes sumando cinco periodos en el cargo de la universidad más importante de la Patagonia Chilena con su campus principal en la austral ciudad de Punta Arenas.